# 레지던트 이블 (영화 시리즈)
레지던트 이블 (영화 시리즈)(Resident Evil)는 《레지던트 이블》을 첫 작품으로 하는 영화 시리즈이다.

## 같이 보기
- 바이오하자드 (비디오 게임 시리즈)